# فاتح أرتمان
فاتح أرتمان (Fatih Artman) ممثل تركي، ولد الفنان فاتح أرتمان في مدينة أنقرة التركية في 13 شباط 1988 وهو ممثل سينمائي وتلفزيوني ومسرحي تركي شاب محبوب، تخرج من جامعة هاستيب قسم الفنون المسرحية وبدأ مسيرته الفنية بشكل فعلي في عام 2010 عندما شارك بدور هارون في مسلسل شرطة أنقرة واستمر في تقديم ذلك الدور لمدة 3 مواسم في المسلسل، فقد والده في عام 2002.

## المسلسلات التلفزيونية والأفلام
- مسلسل شرطة أنقرة 2010 – 2013
- فيلم دفنت قلبي 2011
- فيلم باهزات أنقرة 2013
- فيلم سرد الحكايات 2015
- مسلسل خمسة أشقاء 2015
- فيلم التفاح الحامض 2015
- فيلم بنك القلوب المكسورة 2015
- مسلسل الملحمة الأخيرة 2017
- فيلم حبيبي 2017
- مسلسل أنت وطني 2017

## المواقع الرسمية
- http://www.sinematurk.com/kisi/97330-fatih-artman/
- https://www.instagram.com/fatihartman/
- https://www.diziler.com/kisi/fatih-artman
- https://www.imdb.com/name/nm4245240/

## روابط خارجية
- فاتح أرتمان على موقع IMDb (الإنجليزية)
- فاتح أرتمان على موقع قاعدة بيانات الفيلم (الإنجليزية)